# Леко, Йерко
Йе́рко Ле́ко (хорв. Jerko Leko; 9 апреля 1980, Загреб, СФРЮ) — хорватский футболист, полузащитник, футбольный тренер. Выступал за сборную Хорватии.

## Карьера

### Клубная
Профессиональную карьеру начал в 1999 году в клубе «Кроация» из загребского пригорода Сесвете. В 2000 году перешёл в загребское «Динамо», в составе которого выиграл Кубок Хорватии в 2002 году, а в финальной игре был признан лучшим игроком матча. В том же 2002 году был продан за 4 млн евро в киевское «Динамо», в составе которого впоследствии дважды выиграл чемпионат Украины, трижды Кубок Украины и один раз Суперкубок Украины. В 2006 году перешёл в «Монако», в котором играл до 2010 года, 19 июня подписал двухлетний контракт с турецким «Буджаспором». Через год, летом 2011, перешёл в «Динамо» (Загреб).

### В сборной
В составе главной национальной сборной Хорватии дебютировал в 2002 году в матче со сборной Венгрии, но в состав сборной в финальном этапе чемпионата мира 2002 года включён не был. Однако затем принимал участие в финальных турнирах чемпионата Европы 2004 года и чемпионата мира 2006 года. Участник чемпионата Европы 2008 года.

## Достижения
- Чемпион Украины (2): 2002/03, 2003/04
- Чемпион Хорватии (2): 2011/12, 2012/13
- Обладатель Кубка Хорватии (2): 2001/02, 2011/12
- Обладатель Кубка Украины (3): 2002/03, 2004/05, 2005/06
- Обладатель Суперкубка Украины: 2004